# Manejo integrado de plagas

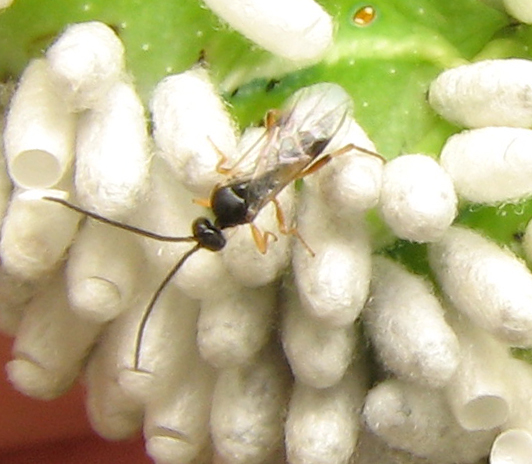
Avispa parásita Cotesia congregata en gusano del tabaco Manduca sexta

En agricultura ecológica, se entiende como manejo integrado de plagas (MIP), control integrado/integral de plagas (CIP), manejo ecológico de plagas (MEP), manejo natural de plagas o de agricultura cero residuos; a una estrategia que usa una gran variedad de métodos complementarios: físicos, mecánicos, químicos, biológicos, genéticos, legales y culturales para el control de plagas. Es un método ecológico que aspira a eliminar el uso de plaguicidas y de minimizar el impacto al medio ambiente.
Estos métodos se aplican en tres etapas: prevención, observación y aplicación. 
Para constituir una agricultura ecológica, la no utilización de pesticidas, ha de venir acompañada por la no intensividad del cultivo, eludiendo el uso de los abonos de síntesis.  
Los entomólogos Perry Adkisson y Ray F. Smith recibieron el premio World Food Prize en 1997 por su trabajo de difusión y de liderazgo en difundir el manejo integrado de plagas.

## Historia
Poco después de la Segunda Guerra Mundial, cuando los insecticidas se comenzaron a usar en gran escala, unos entomólogos de California desarrollaron el concepto de manejo supervisado de insectos. En esa misma época unos entomólogos de Arkansas propiciaron una estrategia similar. Según este esquema el control de insectos era supervisado por entomólogos cualificados y las aplicaciones de insecticidas se efectuaban siguiendo las conclusiones basadas en muestreos periódicos de la población de la plaga y de la de sus enemigos naturales. Esto era visto como una alternativa a la aplicación de pesticidas según el calendario. El control supervisado se basaba en el conocimiento de la ecología y de un análisis de la proyección de los ritmos poblacionales de las plagas y de sus enemigos naturales.
El control supervisado era uno de los pilares conceptuales del manejo integrado que desarrollaron los entomólogos californianos en la década de 1950. El manejo integrado aspiraba a identificar la mejor combinación de controles químicos y biológicos para una plaga específica. Los insecticidas químicos debían usarse en la forma que causara la menor disrupción de los controles biológicos. El término integrado era así sinónimo de compatible. Los controles químicos se podían aplicar sólo después de que un muestreo regular indicara que la plaga había alcanzado un cierto nivel (umbral económico) que requería tratamiento para evitar que la población llegara a un nivel dañino (nivel de daño económico) en el cual las pérdidas económicas superaran los costos de medidas artificiales de control.
El manejo integrado de plagas extendió el concepto a toda clase de plagas y se expandió para incluir otras tácticas además de las químicas y biológicas. Los pesticidas químicos se podían usar sólo como parte de un esfuerzo integrado y tenían que ser compatibles con otras tácticas de control para toda clase de plagas. Otras tácticas como resistencia de la planta alimento contra sus parásitos y manipulaciones de cultivo entraron a formar parte del arsenal del manejo integrado de plagas. Este se convirtió en un sistema multidisciplinario que incluía expertos en entomología, patología vegetal, nematodes y malezas.
En los Estados Unidos el manejo integrado de plagas se convirtió en política nacional en febrero de 1972 cuando el presidente Richard Nixon ordenó a las agencias federales que dieran pasos propiciando el concepto de aplicación de manejo integrado de plagas en todos los sectores significativos. En 1979 el presidente Jimmy Carter estableció un comité coordinador de agencias de manejo integrado de plagas (IPM Coordinating Committee) con la función de asegurar el desarrollo e implementación de las prácticas de manejo integrado de plagas.

## Funcionamiento
El manejo integrado de plagas puede ser un régimen simple o complicado. Originalmente el principal foco de los programas de manejo integrado de plagas eran las plagas de la agricultura. Por extensión los programas de manejo integrado de plagas también se aplican a enfermedades, malas hierbas y otras pestes que interfieren con el manejo de agricultura, jardinería, estructuras arquitectónicas, territorios silvestres, etc.
Un programa de manejo integrado de plagas se basa en los seis componentes siguientes:
- Niveles aceptables de plagas. El énfasis está en “control” no en “erradicación”. El manejo integrado de plagas mantiene que la erradicación completa de una plaga es a menudo imposible y que intentarlo puede ser sumamente costoso, insalubre y en general irrealizable. Es mejor decidir cual es el nivel tolerable de una plaga y aplicar controles cuando se excede ese nivel (umbral de acción).
- Prácticas preventivas de cultivo. La primera línea de defensa es seleccionar las variedades más apropiadas para las condiciones locales de cultivo y mantenerlas sanas, junto con cuarentenas y otras ‘técnicas de cultivo’ tales como medidas sanitarias (destruir plantas enfermas para eliminar la propagación de la enfermedad, por ejemplo).
- Muestreo. La vigilancia constante es el pilar de manejo integrado de plagas.[4] Se usan sistemas de muestreo de niveles de plagas, tales como observación visual, trampas de esporas o insectos y otras. Es fundamental llevar cuenta de todo así como conocer el comportamiento y ciclo reproductivo de las plagas en consideración. El desarrollo de los insectos depende de la temperatura ambiental porque son animales de sangre fría. Los ciclos vitales de muchos insectos dependen de las temperaturas diarias. El muestreo de éstas permite determinar el momento óptimo para una erupción de una plaga específica.
- Controles mecánicos. Si una plaga llega a un nivel inaceptable, los métodos mecánicos son la primera opción. Simplemente cogerlos manualmente o poner barreras o trampas, usar aspiradoras y arar para interrumpir su reproducción.
- Controles biológicos. Los procesos y materiales biológicos pueden proveer control con un impacto ambiental mínimo y a menudo a bajo costo. Lo importante aquí es promover los insectos beneficiosos que atacan a los insectos plaga. Pueden ser microorganismos, hongos, nematodos e insectos parasíticos y depredadores.
- Controles químicos. Se usan pesticidas sintéticos solamente cuando es necesario y en la cantidad y momento adecuados para tener impacto en el ciclo vital de la plaga. Muchos de los insecticidas nuevos son derivados de sustancias naturales vegetales (por ejemplo: nicotina, piretro y análogos de hormonas juveniles de insectos). También se están evaluando técnicas ecológicas de herbicidas y pesticidas con base biológica.[5]

El manejo integrado de plagas se puede aplicar a todos los tipos de agricultura e incluso a la jardinería. Es el tratamiento ideal para los cultivos orgánicos y se basa en conocimiento, experiencia, observación e integración de técnicas múltiples y que no usa opciones químicas sintéticas. En agricultura de gran escala, el manejo integrado de plagas puede reducir la exposición de los seres humanos a productos químicos con potencial tóxico y puede llegar a bajar los costos.
1. Identificación de la plaga. Los casos de identificación errónea pueden resultar en acciones inútiles. Si el daño a una planta debido a exceso de riego se interpreta erróneamente como causado por hongos, se aplicarían fungicidas inútiles y la planta moriría de todos modos.
2. Conocimiento del ciclo vital de la plaga y de sus parásitos. Cuando uno ve una plaga puede ser demasiado tarde para hacer otra cosa que recurrir a pesticidas. A menudo otro estadio en el ciclo vital es susceptible a medidas preventivas. Por ejemplo las malas hierbas que se reproducen a partir de semillas del año anterior podrían prevenirse con el uso de mantillo. También el conocimiento de las necesidades de las plagas y eliminación de éstos puede servir para eliminarlas.
3. Muestreo de sectores del cultivo para evaluar la población de una plaga. Las medidas preventivas se deben tomar en el momento adecuado para que sean efectivas. Por eso una vez identificada una plaga se debe monitorear ANTES que se convierta en un problema. Por ejemplo en un restaurante donde puede haber cucarachas se ponen trampas pegajosas antes de su apertura y se muestrea con frecuencia para tomar acción antes de que se conviertan en un problema. Lo que hay que observar incluye: presencia/ausencia, distribución (¿en todas partes o localizada?) y número (¿aumento o disminución?)
4. Establecimiento de un umbral de acción (económico, sanitario, estético). ¿Cuál es la cantidad tolerable? En algunos casos un cierto número es tolerable. La soja es bastante resistente a la defoliación así que unas cuantas orugas cuyos números no aumentan significativamente pueden no requerir tratamiento. En cambio hay casos en que uno DEBE tomar acción. Para el agricultor ese punto es aquel en que el costo del daño causado por la plaga es MAYOR que el costo de un tratamiento. Este es un umbral económico. El umbral puede variar según se trate de un riesgo sanitario (baja tolerancia) o simplemente cosmético (alta tolerancia en una situación no comercial). La tolerancia individual también varía; hay gente que detesta a los insectos, otros que no toleran ni un solo diente de león en el césped. Es posible adoptar una actitud de mayor tolerancia.[6]
5. Elección de una combinación apropiada de técnicas de control. Para cada situación se pueden considerar varias opciones. Estas opciones incluyen controles mecánicos, físicos, químicos, biológicos y culturales. Los controles mecánicos consisten en colectar los insectos manualmente o en usar redes u otros medios para excluir a plagas tales como aves o roedores. Los controles culturales incluyen mantener el lugar libre de las condiciones que favorecen a las plagas, por ejemplo usar cuidadosa limpieza en lugares de almacenaje o arrancar las plantas con señales de enfermedad para evitar la propagación de ésta. Los controles biológicos pueden servir de apoyo por medio de conservación de los predadores naturales o por incremento de los mismos.[7] El control por incremento incluye la introducción de predadores naturales, ya sea a nivel de inundación o de inoculación.[8] El control por inundación busca inundar el local con una población alta del depredador de la plaga;[9][10] mientras que la inoculación usa un número menor de depredadores de la plaga para suplementar a una población ya existente.[11] Los controles químicos incluyen aceites o la aplicación de pesticidas, ya sea insecticidas o herbicidas. Un programa de manejo integrado de plagas usaría preferentemente pesticidas derivados de plantas o de otros materiales naturales.
6. Evaluación de los resultados. ¿Tuvieron efecto las medidas tomadas? ¿Se obtuvo la prevención o control deseado? ¿Hubo efectos colaterales indeseables? ¿Qué hacer en el futuro en un caso similar?[12]

## Impacto ambiental
Los insectos, malezas patógenos y otras plagas son un hecho de la vida agrícola. Prosperan si existe una fuente concentrada y confiable de alimento. Desafortunadamente, las medidas que se utilizan normalmente para aumentar la productividad de los cultivos (por ejemplo, el monocultivo de las variedades de alta producción, el cultivo múltiple mediante la reducción o eliminación de los suelos descansados, el uso de los fertilizantes, etc.) crean un ambiente aún más favorable para las plagas. Por eso, en cualquier agro sistema efectivo, se requiere el manejo inteligente de los problemas de las plagas. Donde se han utilizado los pesticidas de manera indiscriminada, las especies de las plagas se han vuelto resistentes y difíciles o imposibles de controlar. En algunos casos se ha creado resistencia en los vectores principales de las enfermedades (por ejemplo los mosquitos de la malaria) o han surgido nuevas plagas agrícolas. Por ejemplo, todos los ácaros fueron fomentados por los pesticidas, porque no abundaban antes de su empleo. Sobre la base de esta experiencia, los especialistas en la protección de cultivos han desarrollado el manejo integrado de plagas como un método más diversificado y duradero.